# Hemiphyllodactylus harterti
Hemiphyllodactylus harterti là một loài thằn lằn trong họ Gekkonidae. Loài này được Werner mô tả khoa học đầu tiên năm 1900.